# Christlich-palästinisches Aramäisch
Christlich-palästinisches Aramäisch gehört zur Gruppe der westaramäischen Dialekte (Samaritanisch-Aramäisch, Galiläisch-Aramäisch), die ca. zwischen dem 4. und dem 8. Jahrhundert n. Chr. gesprochen und geschrieben wurden. Dieser Dialekt war danach bis zum 13. Jahrhundert nur noch als Liturgiesprache im Gebrauch. Es handelt sich um den christlichen Vertreter dieser Dialektgruppe, der in der melkitischen Kirche in Palästina und in Transjordanien Verwendung fand. Er ist überliefert in Inschriften auf Mosaiken, Grabsteinen, als Graffiti auf Wänden in Einsiedlerklöstern, auf Amuletten, auf Papyri und in Handschriften. Die letztere Gruppe stammt überwiegend aus der frühen Periode (5. bis 8. Jahrhundert n. Chr.) und ist als Palimpseste aus Pergament überliefert, deren Inhalte Bibelübersetzungen des Alten und Neuen Testaments, Evangelien Lektionare, Vorläufer des armenischen Alt-Jerusalemer Lektionars sowie patristische, hagiographische wie selten belegte (Märtyrer) und deren Legenden, und theologische (Kyrill von Jerusalem) Texte umfassen, deren erste Erwähnung findet sich vermutlich bei der Pilgerin Egeria.
Die Hauptfundorte für die Handschriften sind das Katharinenkloster (Sinai), die Kairoer Geniza und die Omajjaden-Moschee in Damaskus, die heute überwiegend in europäischen Bibliotheken (Bodleian Library, Oxford; Taylor-Schechter Genizah Collection in Cambridge University Library, Cambridge; Westminster College, Cambridge; Russische Nationalbibliothek, Sankt Petersburg; Niedersächsische Staats- und Universitätsbibliothek, Göttingen) aufbewahrt werden. Die Verteilung der Inschriften aus Kirchen und Klöstern sowie Lauras zieht sich von Norden u. a. auf dem Golan, bei Haifa bis südlich in die Judäische Wüste und zeigt auch viele Funde auf der Ostseite des Toten Meeres.
Für die Bibelüberlieferung ist diese lückenhaft erhaltene und westaramäische Version als direkte Übersetzung aus den griechischen Vorlagen von Bedeutung, da die griechischen Vorläufer für die alttestamentliche Versionen (Theodotion; Origenes; Lukian von Antiochia) häufig nicht komplett erhalten sind. Darunter finden sich bedeutende Codices (Codex Climaci Rescriptus; Codex Sinaiticus Rescriptus).